# Reuven Shiloah

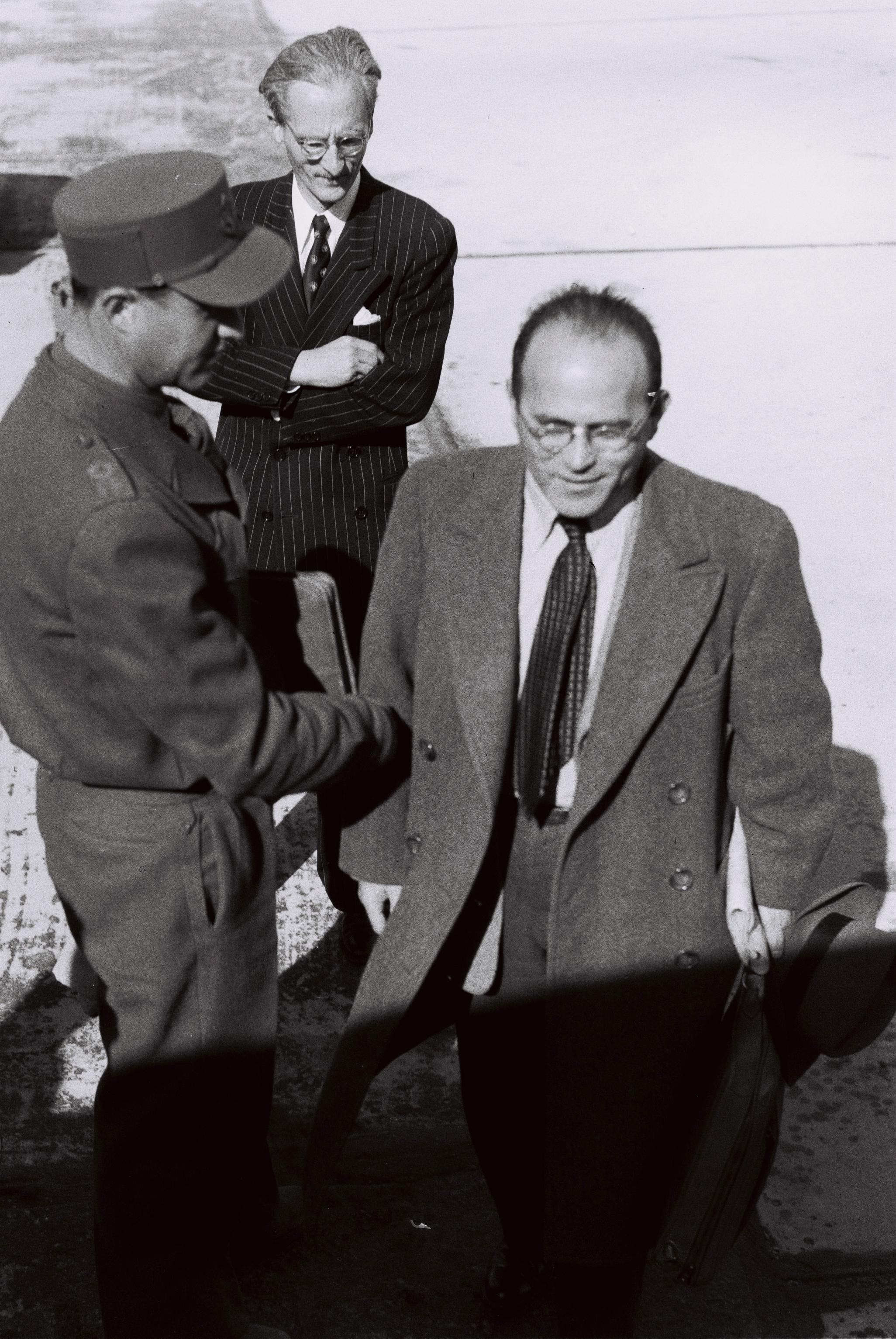
Reuven Shiloah de camino a Rodas para hablar sobre el Armisticio árabe-israelí de 1949.

Reuven Shiloah (en hebreo: ראובן שילוח, diciembre de 1909 - † 1959) fue el primer director del Mossad, los servicios de inteligencia israelíes, desde 1949 a 1952. Nació en Jerusalén, entonces posesión otomana, bajo el nombre de Reuven Zaslanski, que posteriormente acortaría a Zaslani y finalmente sustituiría por el codificado Shiloah. Procedía de una familia judía ortodoxa y su padre era rabino. Reuven abandonó la vida religiosa familiar a edad temprana, y en la década de 1930 se mudó a Nueva York, donde conoció a Betty Borden, con quien contrajo matrimonio en 1936. Obtuvo la Medalla al Coraje, distinción militar israelí.
Reuven Shiloah estuvo involucrado en los asuntos políticos y de defensa israelíes desde antes de la creación del Estado. Fue un amigo cercano del sionista David Ben-Gurión. Antes del estallido de la guerra árabe-israelí de 1948 Reuven logró obtener los planes de invasión de la Liga Árabe, y había comenzado a crear vínculos con otras agencias de inteligencia, especialmente occidentales. A instancias de Reuven, el primer ministro Ben-Gurión creó el Instituto Central para la Coordinación en diciembre de 1949, génesis del Mossad, y le nombró como su director. Sin embargo, Reuven no operó como director en funciones hasta el 1 de abril de 1951 debido a un conflicto burocrático.
Tras dejar la dirección del Mossad, trabajó en la embajada israelí en Washington D. C. y continuó sirviendo como consejero.